# Er-Rich
Er-Rich (en tamazight ⴰⵔⵔⵉⵛ, en arabe : الريش) est une ville du Maroc fondée par la communauté urbaine d’Er-Rich en 1959. Elle est située dans la région de Drâa-Tafilalet entre Midelt et Errachidia, au carrefour des routes menant à Meknès, Tafilalet et Tinghir, en passant par Assoul et Amilchil. Faisant auparavant partie de la province d’Errachidia, ce n’est qu’en 2009 qu’Er-Rich a été intégré dans la province de Midelt. La langue parlée à Er-Rich est l'arabe et tamazight. La prison secrète de Tazmamart se trouvait à proximité.

## Naissance
Er-Rich a été constituée au XVIIe siècle au début comme un palais, mais après la colonisation française au XXe siècle, Er-Rich a eu la naissance de Er-Rich centre sous force des Juifs et des Chrétiens, dans le but de continuer la colonisation de Maroc.

## Habitants
La majorité des habitants sont de la tribu d'Ait Izdegg, mais après les mauvaises conditions naturelles et la sécheresse des années 1980 et le facteur de migration rurale, les populations tribales ont commencé à affluer comme (Aït Hadidou, Ait Merghad, Ait Sgrouchen, Villalain).

## Monuments
Les monuments historiques de Er-Rich sont diffèrent l’un de ces monuments, la mausolée de Sidi Ali Assahli, et l’église dans le quartier juif.

## Climat
Le climat de cette région est modéré, chaude en été et froide en hiver. Le relief est diffèrent, il contient des montagnes comme El Ayachi qui mesure 3 757 mètres de haut aussi des plaines, et des Highlands.

## Sources d’eau
Les ressources en eau  de cette zone sont : Oued Zez, Oued al-Zawiya, Oued Nezala.

## Tourisme
L'emplacement géographique de cette région est très riche par des places qui sont aussi riche par des monuments historiques par exemple :
- Sources thermales Moulay Ali Al Sherif
- Source minérale Moulay Hashem
- Madaiq Ziz
- Cascades de Tiwzzaguine
- Mont Ayachi
- Zaouia de Sidi Hamza
- Palais du Zaouia de Sidi Boukil
- Le Zoo de Nezala